# Jean-Paul Bouchon
Pour les articles homonymes, voir Bouchon.
Jean-Paul Bouchon est un écrivain français né en 1953.
Avocat auprès de la cour d'appel de Poitiers, le juriste poitevin Jean-Paul Bouchon a écrit, outre de nombreux articles dans des revues spécialisées, plusieurs ouvrages, dont l'un sur l'aventurière française Fanny Loviot.
Sa particularité consiste à d'exhumer des histoires singulières des fonds d'archive pour les narrer dans un style enlevé.